# Liste der Monuments historiques in Grandpré
Die Liste der Monuments historiques in Grandpré führt die Monuments historiques in der französischen Gemeinde Grandpré auf.

## Liste der Immobilien
| Bezeichnung         | Beschreibung                                                | Standort                                       | Kennzeichnung | Schutzstatus | Datum | Bild           |
| ------------------- | ----------------------------------------------------------- | ---------------------------------------------- | ------------- | ------------ | ----- | -------------- |
| Château de Grandpré | auch Château des Comtes de Joyeuse; aus dem 16. Jahrhundert | Grandpré, rue des Quatre Frères Tellier (Lage) | PA00078445    | Classé       | 1921  | weitere Bilder |
| Kirche St-Médard    | ab dem 13. Jahrhundert                                      | Grandpré, place René Boure (Lage)              | PA00078446    | Classé       | 1911  | weitere Bilder |

## Liste der Objekte
| Bezeichnung                                                   | Beschreibung                                                                                                   | Standort                                 | Kennzeichnung | Schutzstatus | Datum | Bild |
| ------------------------------------------------------------- | --- | ---------------------------------------- | ------------- | ------------ | ----- | ---- |
| Beichtstuhl                                                   | Holz, 18. Jahrhundert                                                                                          | Grandpré, in der Kirche St-Médard (Lage) | PM08000249    | Classé       | 1977  |      |
| Gemälde Mariä Himmelfahrt                                     | Ölfarbe auf Leinwand, 17. oder 18. Jahrhundert; nach Guido Reni; aus der Abtei Belval in Belval-Bois-des-Dames | Grandpré, in der Kirche St-Médard (Lage) | PM08000652    | Classé       | 1995  |      |
| Fuß des Osterleuchters (1)                                    | ursprünglich von einem Lesepult; Eichenholz, 18. Jahrhundert                                                   | Grandpré, in der Kirche St-Médard (Lage) | PM08001036    | Inscrit      | 1977  |      |
| Reliquienbüste des heiligen Medardus                          | Holz, farbig gefasst, versilbert und vergoldet, 19. Jahrhundert                                                | Grandpré, in der Kirche St-Médard (Lage) | PM08000901    | Inscrit      | 1975  |      |
| Tabernakel der Trinitarier                                    | Holz, farbig gefasst, zweite Hälfte des 17. Jahrhunderts                                                       | Grandpré, in der Kirche St-Médard (Lage) | PM08001033    | Inscrit      | 1977  |      |
| Kanzel                                                        | Holz, 18. Jahrhundert                                                                                          | Grandpré, in der Kirche St-Médard (Lage) | PM08001029    | Inscrit      | 1977  |      |
| Grabmal für Claude de Joyeuse und Philiberte de Saulx Tavanne | Marmor, 17. Jahrhundert                                                                                        | Grandpré, in der Kirche St-Médard (Lage) | PM08000245    | Classé       | 1904  |      |
| Chorgestühl                                                   | Holz, Ende des 16. Jahrhunderts; aus der Abtei Belval in Belval-Bois-des-Dames                                 | Grandpré, in der Kirche St-Médard (Lage) | PM08000246    | Classé       | 1908  |      |
| Windfang des Hauptportals                                     | Eichenholz, 18. Jahrhundert; aus der Abtei Belval in Belval-Bois-des-Dames                                     | Grandpré, in der Kirche St-Médard (Lage) | PM08001027    | Inscrit      | 1977  |      |
| Josephsaltar                                                  | linker Seitenaltar; Altartisch und Retabel; Kalkstein, Marmor, 17. oder 18. Jahrhundert                        | Grandpré, in der Kirche St-Médard (Lage) | PM08001031    | Inscrit      | 1977  |      |
| Sockel des Taufbeckens                                        | Marmor, 15. oder 16. Jahrhundert                                                                               | Grandpré, in der Kirche St-Médard (Lage) | PM08001034    | Inscrit      | 1977  |      |
| Kommunionbank                                                 | Schmiedeeisen, bezeichnet 1810                                                                                 | Grandpré, in der Kirche St-Médard (Lage) | PM08000247    | Classé       | 1971  |      |
| Weihwasserbecken                                              | Kalkstein, 16. Jahrhundert                                                                                     | Grandpré, in der Kirche St-Médard (Lage) | PM08000248    | Classé       | 1971  |      |
| Windfang des Nordportals                                      | Eichenholz, 18. Jahrhundert                                                                                    | Grandpré, in der Kirche St-Médard (Lage) | PM08001028    | Inscrit      | 1977  |      |
| Rechter Seitenaltar                                           | Holz, farbig gefasst und vergoldet, 17. Jahrhundert                                                            | Grandpré, in der Kirche St-Médard (Lage) | PM08001032    | Inscrit      | 1977  |      |
| 65 Kirchenbänke                                               | Holz, 18. Jahrhundert                                                                                          | Grandpré, in der Kirche St-Médard (Lage) | PM08001030    | Inscrit      | 1977  |      |
| Fuß des Osterleuchters (2)                                    | Holz, bemalt, 18. Jahrhundert; 2000 oder 2001 gestohlen                                                        | Grandpré, in der Kirche St-Médard (Lage) | PM08001035    | Inscrit      | 1977  |      |
| Weihwasserbecken                                              | Gusseisen, 15. Jahrhundert                                                                                     | Termes, in der Kirche St-Remi (Lage)     | PM08000556    | Classé       | 1908  |      |